# Rhyacia nepalensis
Rhyacia nepalensis är en fjärilsart som beskrevs av Charles Boursin 1964. Rhyacia nepalensis ingår i släktet Rhyacia och familjen nattflyn. Inga underarter finns listade.